# (4786) Tatianina
(4786) Tatianina est un astéroïde de la ceinture principale.

## Description
(4786) Tatianina est un astéroïde de la ceinture principale. Il fut découvert le 13 août 1985 à Naoutchnyï par Nikolaï Tchernykh. Il présente une orbite caractérisée par un demi-grand axe de 2,36 UA, une excentricité de 0,19 et une inclinaison de 7,3° par rapport à l'écliptique.

## Compléments